# Jean Gravier (homme politique, 1953)
Pour les articles homonymes, voir Jean Gravier et Gravier.
Jean Gravier, né le 21 mars 1953 à Villebret (Allier), est un homme politique français ; il fut député de l'Allier de 1993 à 1997, membre de l'UDF.

## Carrière politique (1983-2000)
Cadre de banque, Jean Gravier devient maire de Villebret, sa commune natale, en 1983, à l'âge de 30 ans. Deux ans plus tard, en 1985, il est élu conseiller général de l'Allier sur le canton de Montluçon-Sud (réélu en 1988, 1994 et 2001).
En 1993, Jean Gravier bat le communiste Pierre Goldberg et devient député de l'Allier. En 1995, il paraît le mieux placé pour conduire la liste de droite lors des élections municipales de juin à Montluçon. Il accepte, mais conduit également une liste à Villebret, et malgré ses explications, le malaise s'installe. Au soir du 18 juin, il est battu par la liste d'union de la gauche conduite par Pierre Goldberg. Il est cependant largement réélu maire de Villebret.
En 1997, Pierre Goldberg le bat (près de 62 %) lors des élections législatives.

## Concurrence et condamnations (2000-2005)
Fin 2000, l'arrivée de Daniel Dugléry à Montluçon va entamer l'arrêt de la carrière politique de Jean Gravier. Candidat en 2001 à succession, sur le canton de Montluçon-Sud, il est également réélu pour la cinquième fois maire de Villebret.
En 2002, il tente une nouvelle fois de se présenter aux élections législatives. Il ne dépasse pas les 3 % au premier tour du scrutin, battu par Daniel Dugléry.
Le 20 juin 2002, il menace avec une arme Yves Pernot, un adversaire politique présenté comme son « ennemi juré ». Jean Gravier plaide coupable et se retrouve condamné à deux mois de prison avec sursis,,.
Par un arrêt du 9 janvier 2003, Jean Gravier est condamné à une amende de 3 000 euros pour prise illégale d'intérêts par la chambre correctionnelle de la cour d'appel de Riom (condamnation confirmée le 19 novembre 2003 par la chambre criminelle de la Cour de cassation).
En 2004, Jean Gravier est mis en minorité par le conseil municipal et contraint de démissionner.
Le 11 mai 2004, le Préfet de l'Allier prononce sa démission d'office du mandat de conseiller général de l'Allier (canton de Montluçon-Sud) à la suite de sa condamnation pour prise illégale d'intérêts en 2003, et il est radié des listes électorales par jugement du tribunal d'instance de Montluçon le 15 juin 2004.
Le 11 juillet 2004, Mireille Schurch (app. PCF) lui succède.
Le 28 juillet 2016, Jean Gravier est mis en examen et placé en détention provisoire pour une tentative d'homicide par arme à feu sur le gérant d'une auberge de Saint-Genest (Allier) qui avait refusé de continuer à lui servir de l'alcool, laissant ce dernier lourdement handicapé. Le 15 novembre 2019, il est condamné pour ces faits avec mandat de dépôt, par la cour d'assises de Moulins, à cinq ans de prison ferme pour violences avec une arme ayant entraîné une mutilation permanente,.